# 脱出速度
脱出速度（だっしゅつそくど　Escape velocity）とは、力学（特に軌道力学）において、推進力を持たない自由な物体が、大きな質量を持つ別の物体（ここでは重力点と呼ぶ）の重力から脱出する、つまり無限遠まで移動するのに必要な最低速度。重力点の質量とその中心からの距離の関数である。
噴射によって常に加速されているロケットは、いかなる距離においても脱出速度に達する必要がない。燃料の噴射により運動エネルギーが補給されるからである。脱出するために物体を加速する力を確保するための、適切な推進モードと、十分な推進剤があれば、いかなる速度でも脱出が可能である。
とくに多用される地球及び太陽に関しては、地球表面の脱出速度が第二宇宙速度、地球上における太陽からの脱出速度が第三宇宙速度とも呼ばれる。脱出速度は、移動物体の運動エネルギーと重力ポテンシャル（位置エネルギー）が等しくなる速度である。脱出速度に達した物体は、表面にとどまることも、衛星軌道にとどまることもない。重力点の地表面から離れる方向への脱出速度を持つ物体は、速度を落としながらもいつまでも離れていき、速度がゼロになることはない。脱出速度に達した物体は、脱出の動きを続けるのに追加の推進力を必要としない。別の云い方をすれば、脱出速度を得た物体は、距離が無限大に近づくにつれ速度がゼロに限りなく近づいていき、決して戻って来ることがない。脱出速度より大きな速度を持つ物体の場合は、無限遠において正の速度を持つ。
天体などの球形の重量物質を重力点とし、空気抵抗等を考慮しないとした場合、脱出速度Veは以下の式で表される。
{\displaystyle v_{\mathrm {e} }={\sqrt {\frac {2GM}{r}}}}
- 脱出速度 ve
- 重力定数 G
- 重心からの距離 r
- 重力点の質量 M

地球から太陽系外への脱出速度の場合等は、地球の公転速度を加味する必要がある。

## 脱出速度の一覧
| 位置                            | 対象                 | 脱出速度 Ve (km/s)  |          | 位置         | 対象   | 脱出速度 Ve (km/s) | 系からの脱出速度 Vte (km/s) |
| 太陽表面                        | 太陽の重力           | 617.5               |          |              |        |                    |                             |
| 水星表面                        | 水星の重力           | 4.25                | 水星     | 太陽の重力   | ~ 67.7 | ~ 20.3             |                             |
| 金星表面                        | 金星の重力           | 10.36               | 金星     | 太陽の重力   | 49.5   | 17.8               |                             |
| 地球表面                        | 地球の重力           | 11.186              | 地球     | 太陽の重力   | 42.1   | 16.6               |                             |
| 月                              | 月の重力             | 2.38                | 月       | 地球の重力   | 1.4    | 2.4                |                             |
| 火星表面                        | 火星の重力           | 5.03                | 火星     | 太陽の重力   | 34.1   | 11.2               |                             |
| ケレス表面                      | ケレスの重力         | 0.51                | ケレス   | 太陽の重力   | 25.3   | 7.4                |                             |
| 木星表面                        | 木星の重力           | 60.20               | 木星     | 太陽の重力   | 18.5   | 60.4               |                             |
| イオ表面                        | イオの重力           | 2.558               | イオ     | 木星の重力   | 24.5   | 7.6                |                             |
| エウロパ表面                    | エウロパの重力       | 2.025               | エウロパ | 木星の重力   | 19.4   | 6.0                |                             |
| ガニメデ表面                    | ガニメデの重力       | 2.741               | ガニメデ | 木星の重力   | 15.4   | 5.3                |                             |
| カリスト                        | カリストの重力       | 2.440               | カリスト | 木星の重力   | 11.6   | 4.2                |                             |
| 土星表面                        | 土星の重力           | 36.09               | 土星     | 太陽の重力   | 13.6   | 36.3               |                             |
| タイタン表面                    | タイタンの重力       | 2.639               | タイタン | 土星の重力   | 7.8    | 3.5                |                             |
| 天王星表面                      | 天王星の重力         | 21.38               | 天王星   | 太陽の重力   | 9.6    | 21.5               |                             |
| 海王星表面                      | 海王星の重力         | 23.56               | 海王星   | 太陽の重力   | 7.7    | 23.7               |                             |
| トリトン                        | トリトンの重力       | 1.455               | トリトン | 海王星の重力 | 6.2    | 2.3                |                             |
| 冥王星表面                      | 冥王星の重力         | 1.23                | 冥王星   | 太陽の重力   | ~ 6.6  | ~ 2.3              |                             |
| 太陽系（銀河系 中心からの位置） | 銀河系               | 492–594             |          |              |        |                    |                             |
| 事象の地平線                    | ブラックホールの重力 | 299,792.458（光速） |          |              |        |                    |                             |

- 水星及び冥王星は、公転軌道の軌道離心率が大きいため、太陽からの脱出速度は、その時点の太陽からの距離によって変化する。

## 参照
1. 1 2  For planets: “Planets and Pluto : Physical Characteristics”.  NASA. 2017年1月18日閲覧。
2. ↑  Smith, Martin C.; Ruchti, G. R.; Helmi, A.; Wyse, R. F. G. (2007). “The RAVE Survey: Constraining the Local Galactic Escape Speed”. Proceedings of the International Astronomical Union 2 (S235):  755–772. arXiv:astro-ph/0611671. doi:10.1017/S1743921306005692.
3. ↑  Kafle, P.R.; Sharma, S.; Lewis, G.F.; Bland-Hawthorn, J. (2014). “On the Shoulders of Giants: Properties of the Stellar Halo and the Milky Way Mass Distribution”. The Astrophysical Journal 794 (1):  17. arXiv:1408.1787. Bibcode: 2014ApJ...794...59K. doi:10.1088/0004-637X/794/1/59.